# Kontorudstyr
Kontorudstyr, kontorartikler eller kontorinventar er genstande, møbler og udstyr, der bruges på kontorer af virksomheder og andre organisationer, af enkeltpersoner, der beskæftiger sig med skriftlig kommunikation, journalføring, bogføring eller bogføring, vicevært og rengøring og til opbevaring af forsyninger eller data. Udvalget af varer, der klassificeres som kontorartikler, varierer og omfatter typisk små, forbrugsvarer til daglig brug, forbrugsvarer, små maskiner, dyrere udstyr, såsom computere, samt kontormøbler og kunst.